# Abercrombie & Fitch

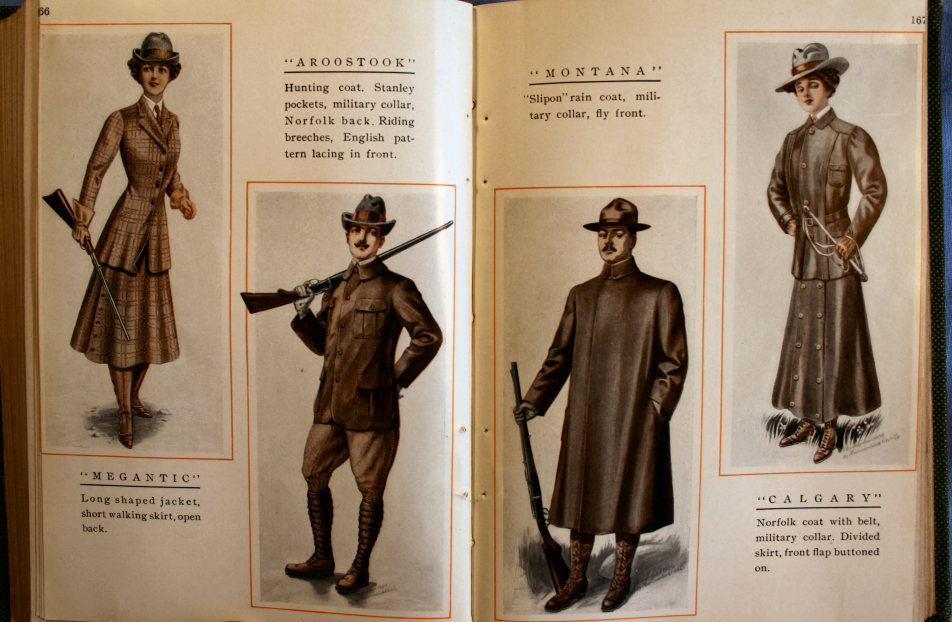
Pagina uit de Abercombie & Fitch-folder van 1909

Abercrombie & Fitch is een Amerikaans detaillist van vrijetijdskleding. Het bedrijf is in 1892 opgericht, gevestigd in New Albany, Ohio, had in 2005 een jaaromzet van 2.021.000.000 dollar en heeft 6.900 werknemers in dienst (75.000 wanneer de winkelverkopers worden meegerekend). Abercrombie & Fitch omvat vijf merken: Abercrombie & Fitch, Abercrombie Kids, Hollister Co., RUEHL 925 en Gilly Hicks.
Abercrombie & Fitch was oorspronkelijk een vooraanstaand verkoper van buitenkleding en excursieproducten. Na vele succesvolle jaren kwam het bedrijf eind jaren 60 in financieel zwaar weer terecht, tot het in 1988 door Limited Brands, dat als vlaggenschip het lingeriemerk Victoria's Secret heeft, werd gekocht en als lifestyle-merk in de markt werd gepositioneerd.
Abercrombie & Fitch heeft 339 winkels in de VS, Engeland (Londen), Frankrijk (Parijs), Canada, Italië (Milaan), België (Brussel), Nederland (Amsterdam) , Duitsland (München, Düsseldorf en Hamburg), Denemarken (Kopenhagen), Hong Kong, Ierland (Dublin), Japan (Tokio), Singapore en Spanje (Madrid). In het kader van de merkbeleving zijn de winkelmedewerkers modellen die vooral Abercrombie & Fitch-kleding dragen. Het Europese hoofdkwartier bevindt zich in Milaan.

## Kritiek en juridische kwesties
Het bedrijf kreeg kritiek en was betrokken bij juridische conflicten naar aanleiding van zijn personeelsbeleid en de behandeling van zijn cliënteel.

### Personeelsbeleid
In 2004 werd het bedrijf beschuldigd van discriminatie van Afro-Amerikanen, latino's, Aziatische Amerikanen en vrouwen, omdat het verkoops- en winkelmanagementfuncties voorbehield voor blanken en mannen. Het bedrijf ging akkoord met een schikking, die het bedrijf dwong om (1) 4 miljoen dollar te betalen aan Afro-Amerikanen, latino's, Aziatische Amerikanen en vrouwen die solliciteerden en niet werden aangenomen (2) zijn aanwervings-, evaluatie- en promotiebeleid te herzien, (3) zijn interne klachtenprocedures te herzien, (4) een vicevoorzitter voor diversiteit te benoemen, (5) 25 recruiters aan te nemen om personeel uit minderheidsgroepen aan te werven, (6) de praktijk van het vooral aanwerven van blanke medewerkers stop te zetten, (7) meer personen uit minderheidsgroepen te gebruiken in zijn promotiemateriaal, (8) twee keer per jaar te rapporteren aan neutrale, door de rechtbank aangestelde toezichters met betrekking tot de vooruitgang op deze gebieden, en (9) zich een keer per jaar te melden bij de rechter.
In juni 2009 trok de Britse studente Riam Dean, die had gewerkt in de winkel van A&F in Saville Row in Londen, naar de arbeidsrechtbank tegen de keten. Dean, die werd geboren zonder linker onderarm, kreeg in eerste instantie toestemming om haar prothese te bedekken met aangepaste kleding, maar kreeg al snel te horen dat haar verschijning de "Look Policy" van het bedrijf zou schenden. Ze moest gaan werken in het magazijn, buiten het zicht van de klanten. Dean won de rechtszaak, en ze kreeg 8.013 pond voor gekwetste gevoelens, verlies van inkomsten en onrechtmatig ontslag.
In 2011 verscheen in De Standaard een kritisch artikel over het personeelsbeleid over het aanwervingsbeleid bij de opening van de eerste Belgische A&F-winkel. Het artikel had kritiek op de zeer strenge vereisten aan het uiterlijk van het personeel, op het feit dat enkel personen jonger dan 24 jaar aan de slag mogen, en op het hoge verloop in het personeelsbestand. Het Centrum voor gelijkheid van kansen en racismebestrijding noemde de werkwijze van A&F "discriminerend", omdat "Leeftijd en fysieke eigenschappen discriminatiegronden zijn waarop de werkgever niet mag weigeren". Daarop besliste de keten om geen journalisten van De Standaard toe te laten bij de opening van de eerste Belgische A&F-winkel. Later besliste het CGKR een dossier te openen tegen A&F naar aanleiding van de zaak. Tevens opende het een onderzoek naar premies die het bedrijf zou geven aan medewerkers die in de winkels werken met ontbloot bovenlijf.
In april 2014 werd bekend dat de keten zou stoppen met het aannemen van personeelsleden gebaseerd op hun uiterlijk, ook maakt het geen gebruik meer van heren met ontbloot bovenlijf tijdens openingen en evenementen. Ook het jarenlang gebruik van geseksualiseerde foto's in het marketingmateriaal werd gestopt.

### Arbeidsomstandigheden bij de productie
In november 2009 werd Abercrombie & Fitch toegevoegd aan de "Sweatshop Hall of Shame 2010" door het International Labor Rights Forum. Het betreft een lijst met bedrijven die een beroep doen op sweatshops in hun productieproces.

### Discriminatie autistisch persoon
In 2009 werd het bedrijf meer dan 115.000 dollar boete opgelegd door de Minnesota Department of Human Rights omdat aan een tienermeisje werd geweigerd om haar zus, die autisme heeft, te mogen helpen bij het proberen van kleren in een pashokje. De hoogte van het bedrag van de boete was er het gevolg van dat het bedrijf eerst weigerde te reageren op klachten van de moeder van de meisjes, en later beschuldigingen uitte dat het meisje in kwestie niet echt autistisch zou zijn.

### Schending van de privacy
In 2009 werd het bedrijf aangeklaagd nadat een zestienjarig meisje ontdekte dat ze in de kleedkamer van een A&F-winkel werd gefilmd door een personeelslid. De medewerker ontkende eerst de beschuldigingen, maar enkele dagen later dook de camera op, met de betreffende beelden.

## Modellen
De volgende modellen hebben gewerkt of werken voor Abercrombie & Fitch:
- Ashton Kutcher
- Channing Tatum
- Giovanni Bonamy

## Documentaire
In 2022 kwam Netflix met een documentaire over het bedrijf, White Hot: The Rise & Fall of Abercrombie & Fitch.